# Catherine de Hongrie (1370-1378)
Catherine de Hongrie (juillet 1370 - mai 1378), membre de la maison capétienne d'Anjou-Sicile, est la fille du roi Louis Ier de Hongrie et d'Élisabeth de Bosnie et l'héritière présomptive des trônes de Hongrie et de Pologne.

## Biographie
La naissance de Catherine est attendue depuis longtemps, car ses parents, Louis Ier de Hongrie et Élisabeth de Bosnie, sont mariés depuis dix-sept ans, et leur fille aînée, Marie, née en 1365, est morte au berceau. Sa naissance assure ainsi la succession de la couronne de Hongrie .
Son père fait une série de concessions aux nobles polonais en échange de la reconnaissance de Catherine, ou de l'une de ses sœurs, comme souveraine de Pologne après sa mort. Cet accord est connu sous le nom de Privilège de Koszyce ,. En plus de la Hongrie et de la Pologne, son père envisage également de lui léguer ses prétentions à la couronne de Naples et au comté de Provence, qui sont alors gouvernés par sa cousine Jeanne Ire, qui n'a pas d'enfants .
Cet héritage fait de Catherine une épouse très recherchée. Alors qu'elle n'a que quatre ans, elle est fiancée à Louis, fils cadet du roi Charles V de France et futur duc d'Orléans. Le mariage est censé être célébré quand Catherine aura atteint l'âge nubile. Il est prévu que Louis conservera les droits sur Naples même si Catherine meurt sans descendance avant lui, tandis que la Provence deviendra un fief héréditaire de la Maison de Valois. De plus, le roi de France demande à Louis Ier de faire reconnaître Catherine comme héritière présomptive de la couronne de Hongrie, car bien que la Provence soit importante pour lui, l'établissement d'une branche cadette de la maison de Valois en Hongrie est également important, car les perspectives de Catherine de devenir reine de Naples sont faibles .
Cependant, Catherine meurt à l'âge de sept ans, avant son père et la reine Jeanne Ire. L'accord entre son père et les nobles devient alors nul et non avenu . La plus jeune sœur de Catherine, Hedwige, devient finalement monarque de Pologne, et son autre sœur, Marie, devient monarque de Hongrie.